# Верлок
Верло́к (укр. Верлок) — село на Украине, основано в 1753 году, находится в Радомышльском районе Житомирской области.
Код КОАТУУ — 1825081201. Население по переписи 2001 года составляет 570 человек. Почтовый индекс — 12252. Телефонный код — 4132. Занимает площадь 3,285 км².

## Адрес местного совета
12252, Житомирская область, Радомышльский р-н, с.Верлок, ул.Центральная, 1